# Rose Reilly
Rose Reilly, coniugata Peralta (Kilmarnock, 2 gennaio 1955), è un'ex calciatrice scozzese naturalizzata italiana, di ruolo attaccante. Attiva tra gli anni 70 e 90 del XX secolo, rappresentò a livello internazionale sia la Scozia che l'Italia.

## Biografia

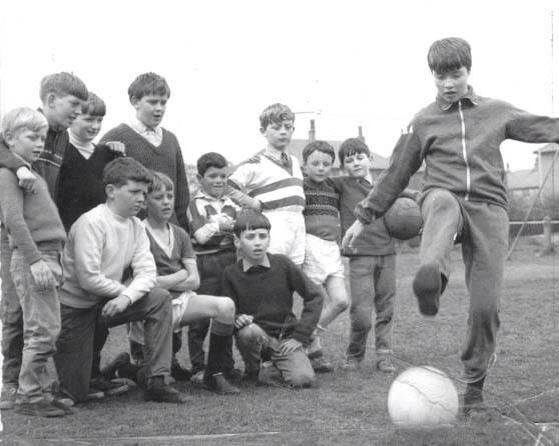
Reilly palleggia a 9 anni davanti ai suoi coetanei maschi

Scozzese nata a Kilmarnock, crebbe a Stewarton, nell'allora Ayrshire; manifestò già da piccola la sua inclinazione per il calcio tanto da offrire la bambola ricevuta per natale a 3 anni in cambio di un pallone, che l'avrebbe accompagnata per buona parte della sua infanzia.
Benché tecnicamente dotata, tanto da suscitare, al termine di un incontro con i maschi in cui segnò 8 goal, l'interesse di un osservatore del Celtic che dovette desistere quando scoprì che si trattava di una ragazza, Reilly non aveva alcuna possibilità di carriera in patria in quanto la Federazione femminile scozzese dell'epoca (S.W.F.A) manteneva (e l'avrebbe mantenuto fino al 1974) un bando che durava da mezzo secolo alle attività femminili sui campi delle società a essa affiliate.
A 12 anni si guadagnava con piccoli lavori il necessario per pagarsi scarpe ed equipaggiamento da calcio e per andare a veder giocare il Celtic il cui attaccante Jimmy Johnstone era suo modello di riferimento.
Nel 1971, nelle file dello Stewarton & Thistle (oggi Kilmarnock Ladies), vinse la prima edizione della Coppa di Scozia femminile e, nel novembre 1972, esordì per la Scozia a Greenock in un incontro perso 2-3 contro l'Inghilterra.
Un giornalista scozzese del Daily Record di Glasgow organizzò un provino di alcune calciatrici presso un emissario dei francesi dello Stade Reims a seguito del quale Reilly e la sua connazionale Edna Neillis (anch'ella destinata a una lunga carriera sportiva in Italia) si trasferirono nel continente nel 1973; alla prima stagione nella squadra dello Champagne le due scozzesi furono notate dal Milan che le mise sotto contratto; Reilly militava contemporaneamente per entrambe le squadre per le quali si alternava nei fine settimana giocando il sabato per una squadra e la domenica per l'altra; Campione d'Italia F.I.G.C.F. 1973 con il Milan, nel 1975 rivinse il titolo italiano (F.I.G.C.F.) in parallelo a quello francese con Reims.
Il 1975 fu anche l'anno in cui Reilly, Cook e Neillis furono radiate dalla S.W.F.A. per avere criticato la scarsa professionalità della scelta federale circa l'assegnazione del posto di C.T. della Nazionale femminile, affidata a un ex calciatore dilettante.
Nel 1978 Reilly lasciò il Milan per trasferirsi alla Jolly Catania con cui alla prima stagione vinse subito lo scudetto e, a titolo individuale, il titolo di capocannoniere del torneo.
Due anni più tardi, nel 1980, fu acquistata dall'Alaska Lecce alla cui stagione più fruttuosa contribuì pesantemente, portandola alla vittoria in tre edizioni consecutive di campionato dal 1981 al 1983 e in due Coppe Italia nel 1981 e 1982; quando nel 1984 Lecce cedette il titolo sportivo, acquistato dal Trani 80, Reilly si trasferì nel nuovo club con cui si aggiudicò ulteriori tre campionati.
Benché avente fatto parte a titolo non ufficiale della Nazionale italiana femminile, l'esordio avvenne il 21 agosto 1984 nel corso del Mundialito di quell'anno, competizione internazionale a inviti antesignana della Coppa del Mondo femminile: la prima partita del torneo fu contro il Belgio, vittoria 4-0 cui Reilly contribuì con un goal.
L'Italia giunse fino alla finale di torneo e ivi batté 3-1 la Germania Ovest, aggiungendo il suo ai goal di Carolina Morace e Betty Vignotto, per la vittoria di un titolo di campione del mondo ufficioso.
Tra il 1984 e il 1985 furono 14 gli incontri per l'Italia con 6 goal; in totale, compresi anche esibizioni e incontri contro selezioni internazionali non validi per il conteggio ufficiale, furono 22 (con 13 goal).
Si scoprì in seguito che la carta d'identità rilasciata nel 1983 a Reilly non era affatto indicativa del riconoscimento della cittadinanza italiana e che quindi non avrebbe avuto legalmente titolo a militare per l'Italia, anche se la F.I.G.C.F. ufficializzò a posteriori le presenze; la mancata cittadinanza significò che ogni anno Rose Reilly era tenuta a rinnovare il proprio permesso di soggiorno.
Dopo il suo periodo più fruttuoso militò per ancora circa un decennio in Italia fino al 1995, quando si ritirò a quarant'anni per aprire a Catania un negozio d'articoli sportivi e nel tempo libero giocare a calcio a 7 con una locale squadra maschile; durante uno di tali incontri si provocò uno strappo al polpaccio e fu indirizzata, per la terapia, presso un ortopedico oriundo argentino, Norberto Peralta, che divenne suo marito e con cui ebbe una figlia, Meghan.
Tornata in Scozia nel 2001 per assistere sua madre, vive tra il Paese di nascita e quello d'adozione; nel 2007 fu ammessa nelle Hall of Fame dello sport e del calcio scozzese.
Il 1º dicembre 2015 ricevette una laurea honoris causa dall'Università della Scozia Occidentale nel campus di Ayr.

## Palmarès

### Club
- Campionato italiano: 9

Milan: 1973, 1975
Jolly Catania: 1978
Alaska Lecce: 1981, 1982, 1983
Trani 80: 1984, 1985, 1985-1986
- Campionato francese: 1

Stade Reims: 1974-1975
- Coppa Italia: 5

Milan: 1975, 1976
Alaska Lecce: 1981, 1982
Trani 80: 1983

### Nazionale
- Mundialito (calcio femminile): 1

Italia: 1984